# John Marshall (Trompeter)
John Thomas Marshall (* 22. Mai 1952 in Wantagh, Town of Hampstead, New York; † 21. Mai 2025) war ein amerikanischer Jazztrompeter.

## Leben und Wirken
Marshall war seit 1971 in der New Yorker Jazzszene tätig und spielte mit Benny Goodman, Ornette Coleman, Buddy Rich, Dizzy Gillespie, Buck Clayton, Mario Bauzá und dem Mel Lewis Jazz Orchestra. Zwischen 1987 und 1991 leitete er das Quintett Bopera House, mit dem er eine CD auf V.S.O.P. vorlegte, und war als Dozent tätig. Von 1992 bis 2017 war er Mitglied der WDR Big Band Köln und trat im Quintett mit Ferdinand Povel auf. Laut Jazz thing war er bekannt für seinen gleichermaßen geschmeidigen und konturierten Ton, für seine aussagekräftige Linienführung in den Solochorussen und für seinen „gerne auch mal so ungebärdet swingenden Spielwitz.“
Marshall war auch auf Tonträgern von Sarah Jane Morris, Supernova, Rein de Graaff, Herb Geller, Dizzy Gillespie, Phil Collins, Bernard Purdie und Lena Bloch zu hören. Außerdem unterrichtete er an der Musikhochschule Köln.

## Diskographische Hinweise
- Keep On Keepin' On (1996, mit Jesse Davis, Tardo Hammer, John Goldsby, Leroy Williams)
- American-Dutch All Stars For All We Know (2003, mit Hod O’Brien, Jacques Schols, Peter Ypma)
- John Marshall with the Rob Agerbeek Trio Almost Blue (2006, mit Harry Emmery, Ben Schröder)
- John Marshall Quintet Waltz for Worms (2010, mit Grant Stewart, Tardo Hammer, John Goldsby, Jimmy Wormworth)
- John Marshall with the Jazz Classic Trio: The Saint Petersburg Sessions (2018)

## Lexikalische Einträge
- Leonard Feather, Ira Gitler: The Biographical Encyclopedia of Jazz. Oxford University Press, New York 1999, ISBN 0-19-532000-X.
- Jürgen Wölfer: Jazz in Deutschland. Das Lexikon. Alle Musiker und Plattenfirmen von 1920 bis heute. Hannibal, Höfen 2008, ISBN 978-3-85445-274-4.